# Vigna latidenticulata
Vigna latidenticulata är en ärtväxtart som först beskrevs av Hermann August Theodor Harms, och fick sitt nu gällande namn av Alfonso Delgado Salinas. Vigna latidenticulata ingår i släktet vignabönor, och familjen ärtväxter. Inga underarter finns listade i Catalogue of Life.